# Banque centrale du Congo
Pour les articles homonymes, voir BCC.

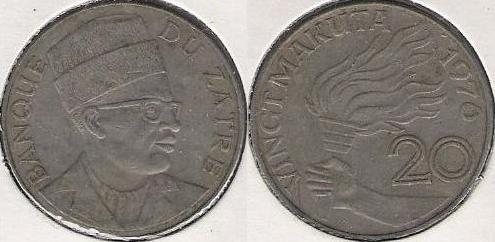
Pièce de 20 makuta de 1970

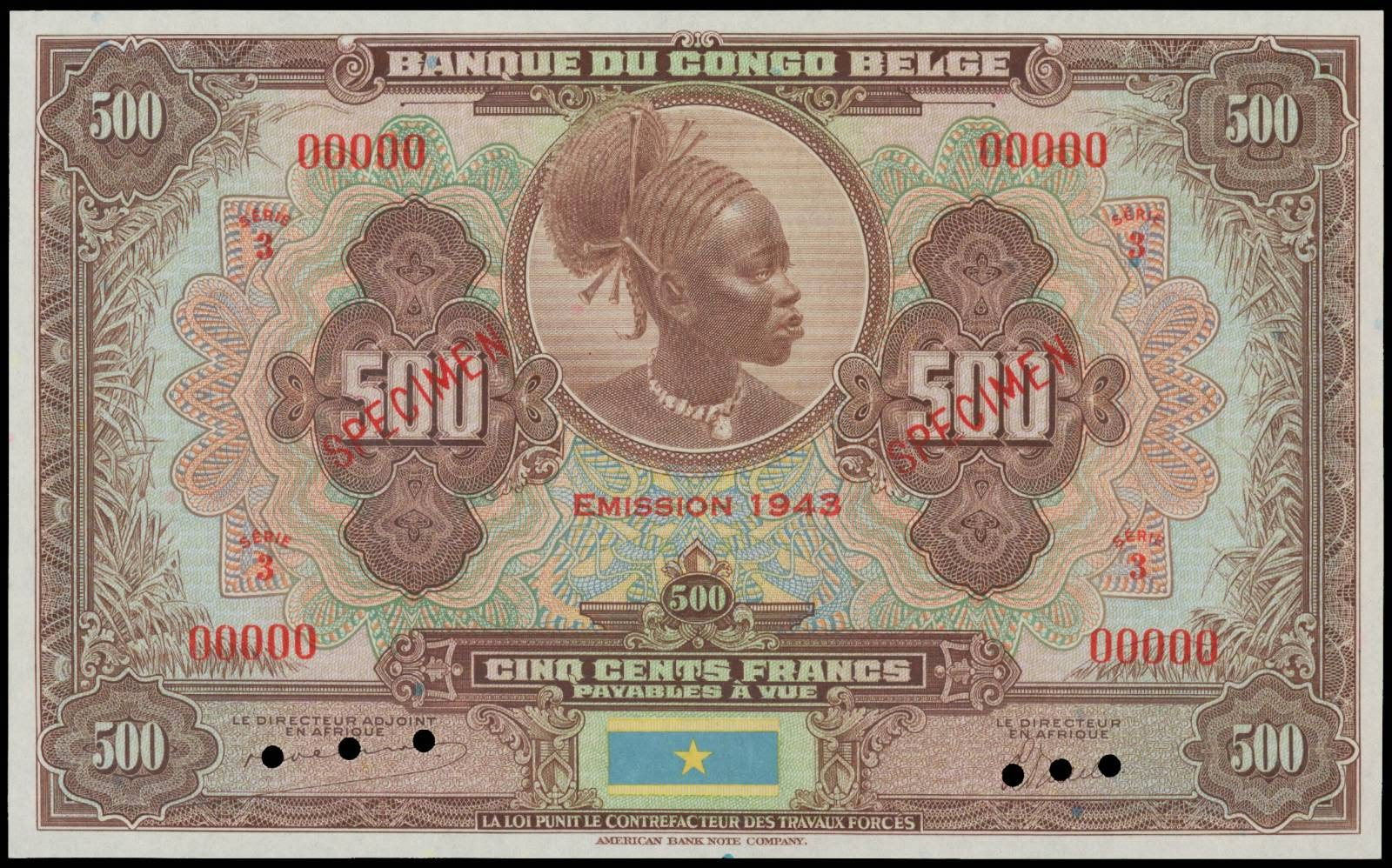
500 francs en 1943

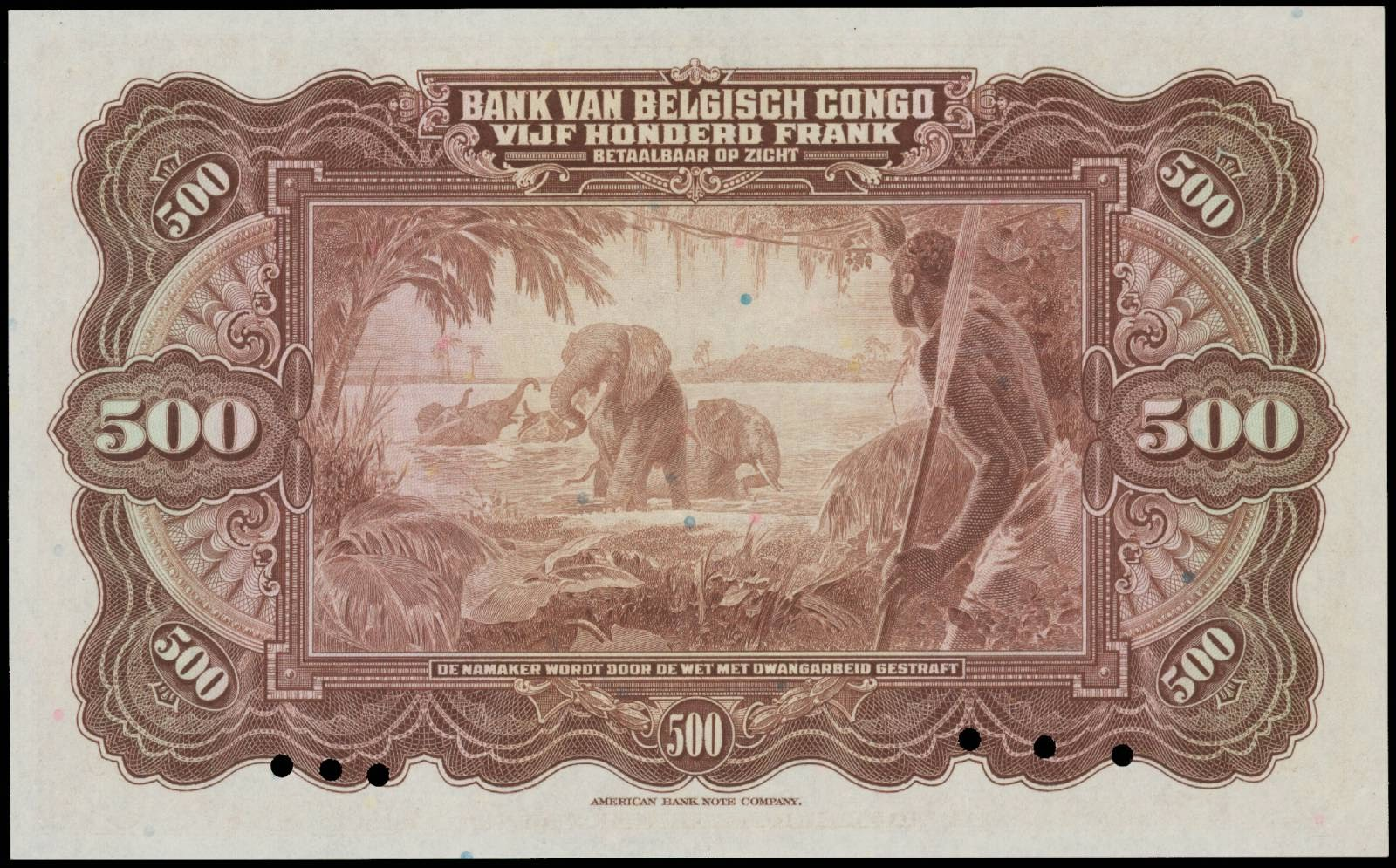
500 francs en 1943 retourné

La Banque centrale du Congo (BCC) est l'institution de droit public de la république démocratique du Congo, responsable du maintien de la stabilité monétaire du pays. Cette banque centrale a été précédée, à l'époque du Congo belge, par la Banque du Congo belge. Par charte cette dernière s'était vue conférer le privilège d'émission des billets et pièces de la colonie. En 1951, fut créée la Banque centrale du Congo belge et du Ruanda-Urundi (BCC-BRU) qui reprit le privilège d'émission du numéraire. À la suite de l'accession du Congo-Belge à l'indépendance en juin 1960, la liquidation de la BCC-BRU fut décidée sur base d'une convention conclue entre la Belgique et sa colonie. La BCCBRU a été dissoute en 1960 après l’accession du Congo belge à l’indépendance le 30 juin 1960. La convention sur sa liquidation a été signée à New York, le 15 novembre 1960, entre la Belgique et la RDC représentées respectivement par M. Loridan, ambassadeur extraordinaire et plénipotentiaire, Représentant permanent de la Belgique auprès des Nations unies et Justin Bomboko, ministre des Affaires étrangères de la nouvelle République démocratique du Congo. Aux termes de cette convention, l'actif de l'ancienne BCC-BRU devrait être réparti entre les banques centrales de nouveaux États.
La BCC est créée en 1961 et ne devient pleinement opérationnelle qu’en 1964 en vertu de l’Ordonnance no 188 du 20 juin 1964 fixant l’entrée en fonction de la Banque nationale du Congo au 22 juin 1964.
Son siège principal se trouve à Gombe, le quartier des affaires et diplomatique de Kinshasa.

## Histoire
La Banque centrale du Congo est créée le 30 juillet 1951 sous le nom de Banque centrale  du Congo et du Ruanda-Urundi. La Banque centrale a traversé deux périodes radicalement distinctes dont la première se rapporte à l’époque coloniale et la seconde se situe après l’accession du pays à la souveraineté nationale.

### Le contexte dans lequel  la Banque centrale a évolué

#### Un contexte de croissance
La population congolaise, qui était d’une quinzaine de millions d’habitants à l’approche de l’indépendance, est aujourd’hui quatre fois plus nombreuse, atteignant 60 millions. La population mondiale, quant à elle, estimée à 3 milliards d’hommes en 1963, a dépassé les 6 milliards le 12 octobre 1999. Ces chiffres supposent qu’il y a aussi eu un accroissement considérable de la production et du mouvement des biens et des personnes, qui se traduit par des budgets croissants, pour lesquels il faut assurer la formation des liquidités monétaires.
Parmi les grandes réalisations d’après l’indépendance, nous citons les investissements réalisés dans le domaine des transports aériens et le secteur minier, l’installation de la télévision à Kinshasa en 1967 (en couleur en 1974) et le réseau des stations terriennes qui ont permis, lors de la Conférence nationale souveraine, de la capter dans la plupart des villes, la construction d’Inga I (1972) et II (1976), ainsi que la ligne Inga-Shaba (1984), la construction des barrages de Mobayi et de Ruzizi II, la ligne à haute tension de Bukavu à Goma (1985), mais aussi la ceinture maraîchère de Kinshasa, Le Palais du peuple (1979) et le Pont Maréchal à Matadi (1982).
Il faut y ajouter le nombre croissant des candidats aux examens d’état, qui n’était que de 3 237 lors de sa création en 1967, et qui est passé à 105 912 en 1990, 237 370 en 2002 et 258 452 en 2005.
L’évolution générale dans laquelle s’inscrit l’histoire de la Banque est aussi celle des difficultés rencontrées dans cette croissance. La fermeture du chemin de fer de Lobito en 1975, suivie de celle du port de Beira en 1976, a augmenté le coût des transports dans l’est et le sud du pays. Les réalisations de la deuxième République ont, par ailleurs, été pour une part des réalisations de prestige non rentables : Maluku, Comingem, le CCIZ, etc. De nombreuses sociétés ont simplement fermé leurs portes : SMTF (1976), OTRAG (1979), Good Year, LEZA, etc. D’autres, qu’on avait cru prometteuses, n’ont même pas vu le jour : Alusuisse, Usine de produits pharmaceutiques du Groupe Taaman, etc. Toute l’économie mondiale n’a pas évolué selon les prévisions optimistes des années 1960.
Face à ces échecs, les théories du développement ont été revues de multiples fois. La Banque mondiale et le Fonds monétaire international ont profondément modifié leur discours è ce propos depuis une quinzaine d’années. Ils y ont introduit les termes de bonne gouvernance, de lutte contre la pauvreté et de stratégie participative, tout en restant très peu explicites sur les mécanismes mondiaux qui engendrent la pauvreté.
La Banque centrale du Congo a été étroitement mêlée à cette histoire, ayant été le banquier de l’État, mais ayant aussi été soumise, en raison de l’incapacité du pays de répondre à ses engagements extérieurs, au contrôle, parfois très étroit, des inscriptions monétaires internationales.

#### Un élargissement des inégalités
Un autre élément fondamental du contexte des 50 dernières années est, à l’échelle mondiale comme à l’intérieur du pays, l’élargissement considérable des inégalités entre régions, secteurs économiques et groupes sociaux. Dans le cadre libéral du marché, qui s’est imposé depuis les années 1980, la croissance ne profite guère dans les pays du sud qu’à une minorité. Le niveau de vie de la majorité est aujourd’hui en baisse. 75 % de la population urbaine du Congo et plus de 80 % de la population rurale vivent en deçà du seuil de pauvreté, soit 1 dollar par jour et par personne. Le Congo, malgré son dynamisme démographique et culturel, est un des pays les plus pauvres du monde : selon l’indice de développement humain, il était placé 124e sur 160 pour les années 1985-1988, il est en 2003 167e sur 177, selon le PIB par habitant, il n’avait après lui en 1988 que l’Éthiopie et l’Ouganda ; il est suivi en 2006 de la Tanzanie, le Malawi et le Burundi.
La Banque centrale a progressivement augmenté le nombre de ses agences à l’intérieur du  pays, mais il est un fait qu’une part considérable de la circulation monétaire se fait à l’intérieur de la ville de Kinshasa.

### Un parcours qui n’est pas linéaire
On ne peut, par ailleurs, lire cette évolution en termes linéaires. Les paragraphes qui suivent  s’efforcent de montre à la fois les ruptures et les continuités entre les diverses périodes.

#### Le plan décennal des années 1950-1959
Les années 1950 furent des années de prospérité où le gouvernement put mener à bien un Plan décennal dont les réalisations font encore rêver : les cités ONL, de multiples bâtiments publics et travaux d’infrastructure, la généralisation de l’enseignement de base et l’ouverture de filières de formation des élites dans des conditions impensables aujourd’hui. Il restait à l’époque des populations rurales vivant dans des conditions de marginalisation, mais l’économie était prospère et gérée avec efficacité. Deux hypothèques ont cependant miné cette période.
La première est l’échec des politiques de développement agricole. Le plan décennal concentra les investissements au profit des milieux urbains et des entreprises modernes.
Il sacrifia ainsi l’agriculture, dont la part dans les exportations tomba, en volume de 60,7 % en 1950 à 47,3 % en 1957, et en valeur de 48,9 % en 1950 à 38,8 % en 1957. Le mouvement était structurel et il se prolongea après l’indépendance. Les exportations agricoles sont tombées, en volume, à 27,1 % en 1970 et 11,9 % en 1980, mais elles n’étaient plus que 15,4 % en 1977, grâce à des cours particulièrement élevés du café.
Une autre inquiétude des années 1950 fut l’accroissement du budget de l’éducation dans les dépenses courantes de l’État. Il n’avait jamais atteint 5 % jusqu’en 1948. Il atteignit 5,9 % en 1950 et s’éleva à 10,5 % en 1955 et 16,7 % en 1959. C’était une réponse favorable aux aspirations de la population, mais ce fut aussi une des raisons pour lesquelles la Belgique ne résista guère aux revendications de l’indépendance. Un tel niveau de dépenses sociales n’était en effet pas compatible avec un régime colonial.
La Banque centrale est concernée par ce plan dans la mesure où, sur le plan financier, le plan décennal fut essentiellement un programme d’investissements publics, dont le financement fut assuré par une loi du 27 mars 1952 autorisant le ministre des colonies à contracter des emprunts à concurrence de 20 milliards de Francs. La création de la Banque centrale en 1951 a été un pas nécessaire pour cette opération. Non seulement, elle rendait possible un emprunt d’État aussi important, mais elle donnait au ministre des colonies un puissant instrument de politique économique. Son représentant siégeait à toutes les réunions de direction et y disposait d’un droit de veto. Cela a permis une gestion cohérente, mais cela n’a pas préparé à la démocratie et cela a subordonné toutes les décisions aux intérêts du colonisateur.

#### Les années 1960-1975
Sur le plan interne, la réforme monétaire de 1967, fut une réussite la faveur d’un environnement économique favorable, pourrait suggérer de distinguer les sept premières années de l’indépendance des huit suivantes. Sur le plan politique également, on pourrait opposer les premières années qui ont suivi l’indépendance à

## Gouverneurs
- Godefroid Ndiang Kabul
- Patrice Djamboleka (1995-1997)
- Jean-Claude Masangu (1997-2013)
- Deogratias Mutombo (2013-2021)
- Malangu Kabedi (2021-2025)
- André Wameso (depuis 2025)[5]